# Pont Ambassadeur
Le pont Ambassadeur (en anglais : Ambassador Bridge) est un pont suspendu qui relie les villes de Détroit dans le Michigan (États-Unis) et Windsor en Ontario (Canada) passant au-dessus de la rivière Détroit. Les deux villes sont également reliées par le tunnel de Détroit-Windsor, sous la rivière. Conçu par la compagnie McClintic-Marshall, il a été construit entre 1927 et 1929.

## Caractéristiques
Le pont a eu la plus grande envergure centrale au monde lors de sa construction en 1929, avec 564 mètres. Ce record a été maintenu jusqu'à l'ouverture du pont George Washington entre New York et le New Jersey en 1931. La longueur totale de pont est de 2 286 mètres. La chaussée s'élève à 46 mètres au-dessus de la rivière.
Le pont est un mélange de conceptions architecturales d'Art déco et d'Art moderne, mâtinées d'un peu d'architecture néogothique. Principalement construit en acier, le pont a ses deux tours principales faites d'un alliage d'acier-silicium, supportées par des piliers de béton.
Le pont est un pont privé, appartenant à la Detroit International Bridge Co, société du milliardaire local Manuel "Matty" Moroun (en).

## Circulation routière
Le pont est le passage international le plus emprunté en Amérique du Nord en termes de volume d'échange : plus de 25 % de tout le commerce entre les États-Unis et le Canada l'emprunte. Le pont possède quatre voies et voit passer plus de 10 000 véhicules chaque jour, notamment les camions pour le transport des pièces d'automobile.
En période d'alerte de sécurité (par exemple lors de menaces terroristes avérées ou non), les files de camions peuvent souvent s'allonger sur 13 kilomètres, et même peu de temps après les attentats du 11 septembre 2001 sur 34 kilomètres sur l'autoroute 401.
En 2017, la Detroit International Bridge Co. obtient le feu vert pour la construction d'une nouvelle voie consacrée aux camions pré-approuvés.
En raison du volume de trafic extrêmement élevé, les gouvernements américain et canadien examinent conjointement des propositions pour la construction d'un deuxième pont pour franchir la rivière, au sud de l'Ambassadeur.

## Blocus
En février 2022, l'accès au pont a été entravé par des manifestants en appui au Convoi de la liberté du Canada.

« Ce pont est le cœur névralgique des échanges commerciaux entre les deux pays, avec l’équivalent chaque jour de plus de 300 millions de dollars (265 millions d’euros) de marchandises échangées, et le nerf de la guerre pour tous les géants de l’automobile installés de chaque côté de la frontière. Le blocus a d’ores et déjà affecté une dizaine d’usines automobiles de Ford, Toyota ou General Motors, qui ont dû ralentir voire stopper, au Canada comme aux États-Unis, leurs chaînes de productions, faute de pièces à assembler. »

## Galerie

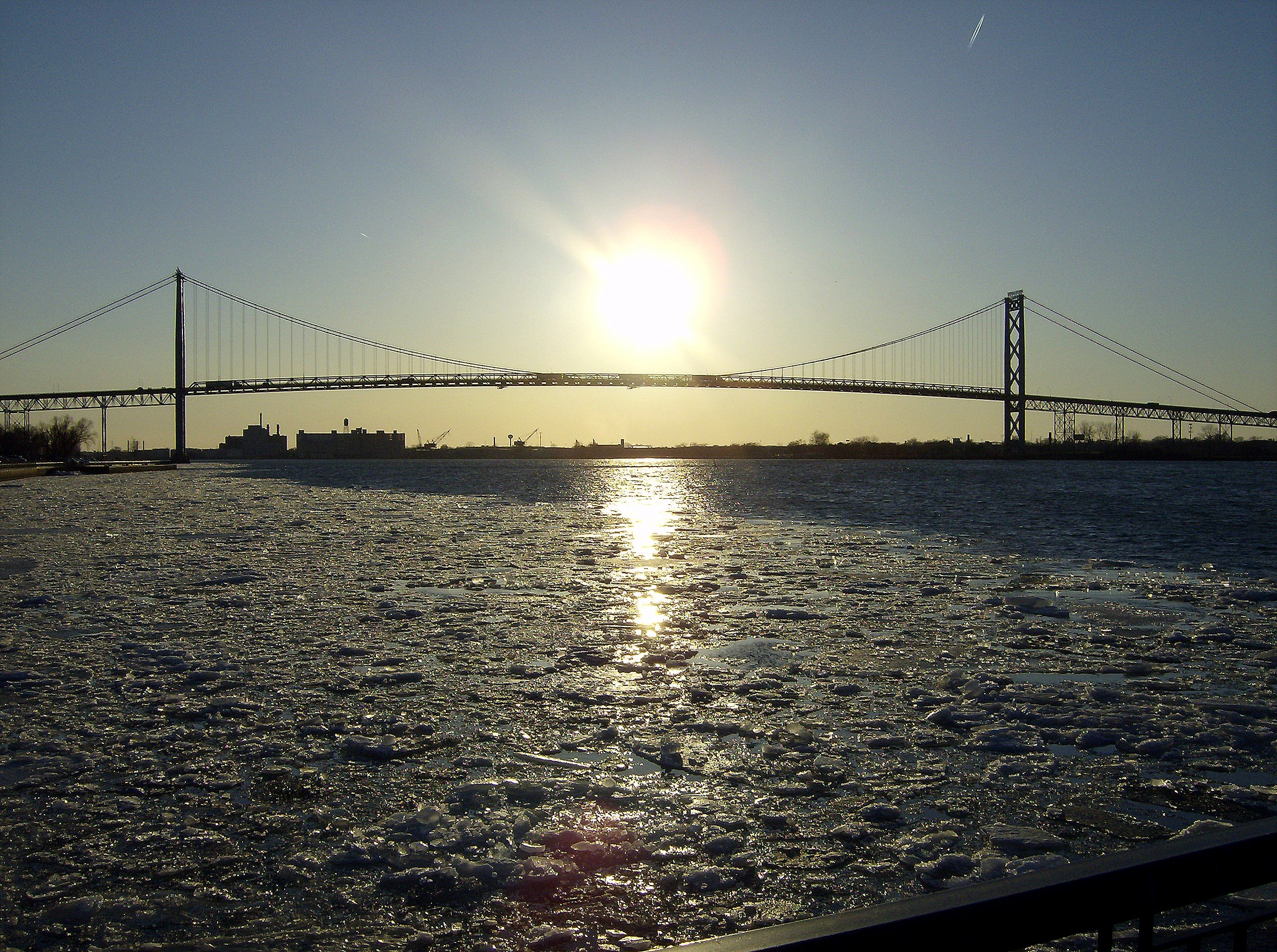
Le pont et la rivière Détroit embaclée de glace.
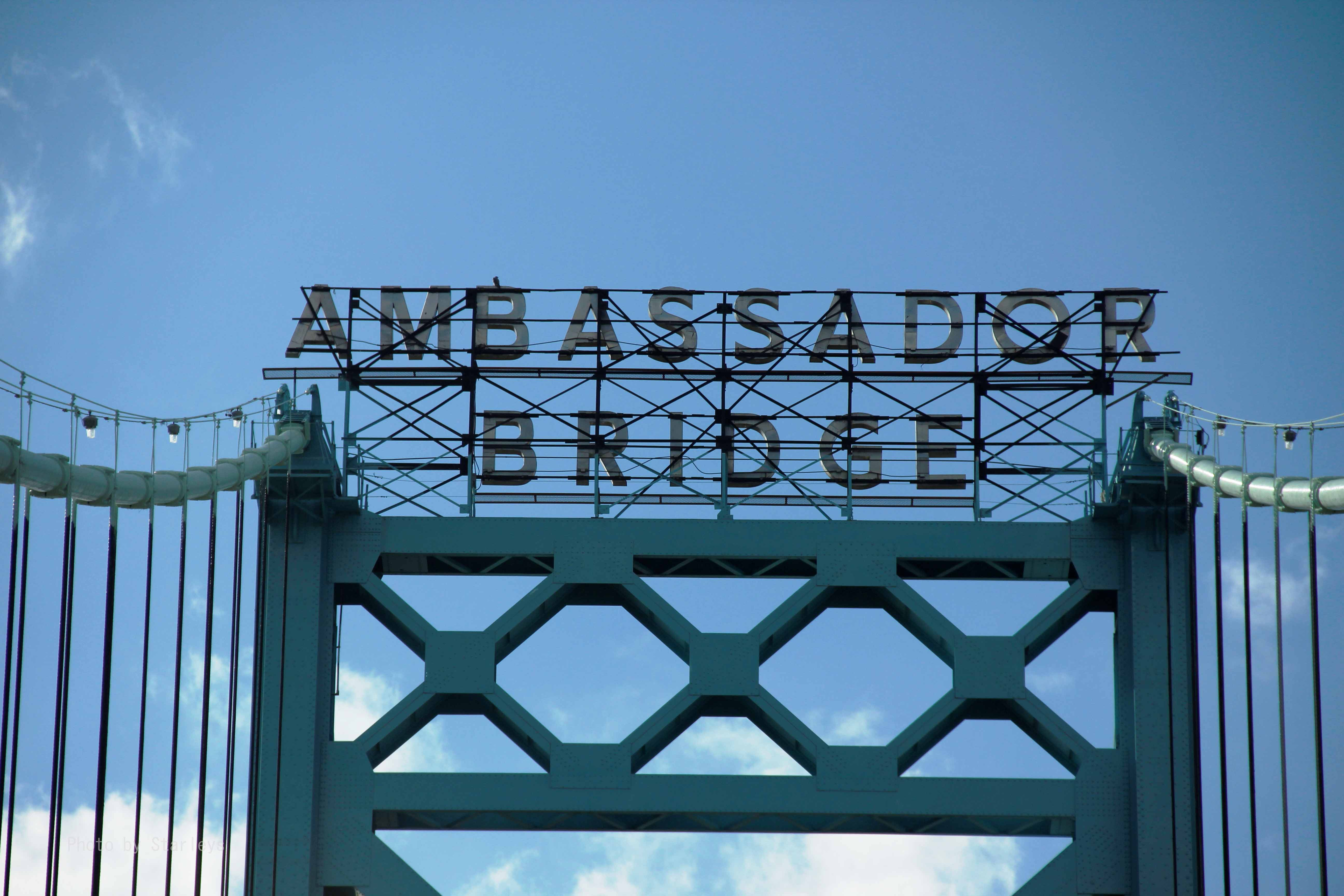
« Ambassador Bridge ».
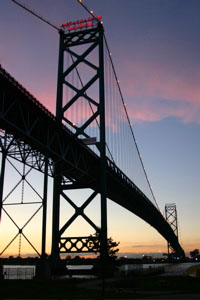
Vue à l'aurore.
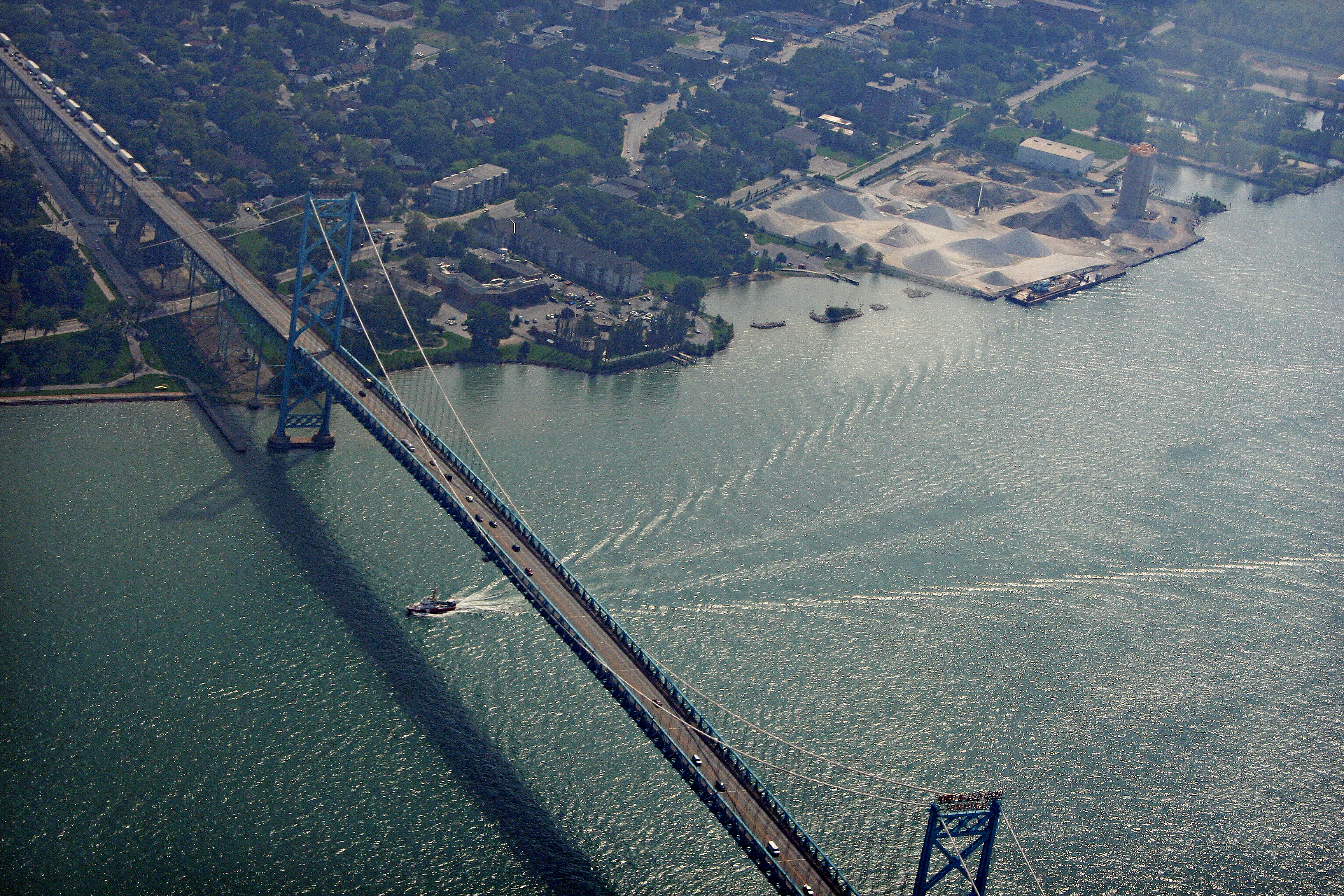
Vue aérienne. Le Canada en haut du cliché.